# Dieren
Dieren és una ciutat del municipi de Rheden, a la província de Gelderland, als Països Baixos. El 3 de gener de 2013 tenia 15.500 habitants. Es troba entre els boscos del Veluwe i el riu IJssel. La línia de tren Arnhem-Zutphen travessa la ciutat. La primera menció de Dieren fou el 838 amb el nom de Theothorne i fou un municipi a part fins al 1818.